# イスラ・ノーマンベル
イスラ・ノーマンベル（英：Isla Norman-Bell、2000年2月21日 - ）は、イングランドの女子ラグビーユニオン選手。

## プロフィール
- イングランド・ジリンガム出身[1]。
- ポジションはウィング(WTB)。
- 身長 160cm、体重 57kg
- 7人制女子イングランド代表に選ばれたことがある[2]。

## 略歴
2024年、パリ五輪の7人制イギリス代表に選ばれた。